# Крейгмонт
Крейгмонт (на английски: Craigmont) е град в окръг Луис, щата Айдахо, САЩ. Крейгмонт е с население от 556 жители (2000) и обща площ от 1,9 km². Намира се на 1140 m надморска височина. ЗИП кодът му е 83523, а телефонният му код е 208.